# دیوید کراس
دیوید کراس (به انگلیسی: David Cross) بازیگر، کمدین، نویسنده و هنرمند استندآپ کمدی آمریکایی است. او بیشتر به خاطر نقش‌آفرینی در سریال کمدی پرورش شکست‌خورده شناخته می‌شود. او در بازی اتومبیل‌دزدی بزرگ: سن آندریاس نیز در نقش زیرو (zero) نیز گویندگی کرده است. او همچنین خداناباور است.

## گزیده فیلم‌شناسی
فهرست برخی از فیلم‌هایی که دیوید کراس در آنها به ایفای نقش پرداخته است:
- پسر کابلی
- سربازان کوچک
- مردان سیاه‌پوش
- دنیای روح
- فیلم ترسناک ۲
- دکتر دولیتل ۲ (صداپیشه)
- مردان سیاه‌پوش ۲
- جورج کنجکاو (صداپیشه)
- درخشش ابدی یک ذهن پاک
- این دختر همان مرد است
- من آنجا نیستم
- آلوین و سنجاب‌ها
- آلوین و سنجاب‌ها ۲
- آلوین و سنجاب‌ها ۳
- پاندای کونگ‌فوکار (صداپیشه)
- سال یکم
- ابرذهن (صداپیشه)
- عزیزانت را بکش
- پاندای کونگ‌فوکار ۳ (صداپیشه)
- آوازخوان حرفه‌ای ۲
- ببخشید مزاحم شما شدم
- زنجیره احمق‌ها
- خط صورتی نازک
- بزرگ
- پاندای کونگ‌فوکار ۳ (صداپیشه)
- پرورش شکست‌خورده (مجموعه تلویزیونی)